# Georg Wagner (Politiker, 1867)
Georg Wagner (* 22. Januar 1867 in Militsch; † 30. Mai 1935 in Frankfurt am Main) war ein deutscher Arzt und in verschiedenen Parteien der Arbeiterbewegung kommunalpolitisch aktiv. Während der Novemberrevolution war er kurzzeitig Landrat des Landkreises Hanau.

## Anfänge
Georg Wagner studierte Medizin. Zunächst praktizierte er in Marburg, 1893 zog er nach Hanau um. Er war Mitglied der Gewerkschaft und ihr Vertrauensarzt. Weiter setzte er sich gegen die Wohnungsnot der Arbeiter in Hanau ein. Parteipolitisch war er zunächst in der SPD aktiv, später, nach deren Gründung, wechselte er zur USPD. Er wurde 1917 Mitglied der Hanauer Stadtverordnetenversammlung, der er bis 1933 angehörte.

## Novemberrevolution
Als das kaiserliche Deutschland nach dem verlorenen Krieg während der Novemberrevolution zusammenbrach, bildeten sich Arbeiter- und Soldatenräte (ASR), so auch in Hanau, am 8. November 1918, unter Führung von Friedrich Schnellbacher und Georg Wagner. In einer Rede, die Wagner am 9. November 1918 auf dem Hanauer Marktplatz hielt, setzte er als Ziel die „sozialistische Republik“ und die „Diktatur des Proletariats“. Wagner war zu diesem Zeitpunkt Fraktionsvorsitzender der USPD in der Stadtverordnetenversammlung. Der ASR in Hanau wählte Georg Wagner zunächst zu seinem „Referenten“ und ernannte ihn am 11. November 1918 zum Landrat und Polizeidirektor des Landkreises Hanau, nachdem der bisherige Landrat, Carl Christian Schmid, am 8. November 1918 für abgesetzt erklärt worden war. Da Wagner aber keinerlei Verwaltungserfahrung besaß, unterstellte der ASR ihm den bisherigen Landrat. Dieser wehrte sich gegen die Entmachtung – sobald es die politische Lage wieder zuließ – dadurch, dass er die Amtsgeschäfte des Kreisausschusses nach Frankfurt am Main verlegte und von dort den ASR zu entmachten suchte. Im Januar 1919 sprach sich der Kreistag (noch in seiner alten Zusammensetzung) für Schmid als Landrat aus. Auch die SPD-geführte Reichsregierung unterstützte die ASR nicht. Für den 15./16. Januar 1919 hatte Schmid und das in Bad Nauheim stationierte Kommando der 18. Armee ein militärisches Eingreifen in Hanau vorbereitet, was nur im letzten Moment verhindert werden konnte. Aufgrund der für ihn politisch immer auswegloser werdenden Situation legte Georg Wagner seine Amtsgeschäfte als Landrat deshalb am 16. Januar 1919 nieder.
Nachdem Hanau am 20. Februar 1919 militärisch besetzt wurde, wurde Georg Wagner verhaftet. Am 29. Januar 1919 erfolgte die erneute Ernennung Schmids zum Landrat. Georg Wagner blieb bis zum 17. März 1919 in Haft, wurde vor dem Landgericht Marburg wegen Landfriedensbruchs angeklagt, aber am 8. August 1919 freigesprochen.

## Weimarer Republik
In der Weimarer Republik war Georg Wagner weiter kommunalpolitisch in Hanau aktiv. In der Stadtverordnetenversammlung setzte er sich besonders für die Behebung der Wohnungsnot ein. Er wechselte mit seiner gesamten Fraktion im Mai 1919 zur KPD. Bei den Kommunalwahlen 1920 war er der Hanauer Spitzenkandidat der KPD. Als diese ihm und anderen zu radikal und politik-unfähig wurde, bildete er eine eigene kommunistische Gruppe, die zunächst die Ansichten von Paul Levi teilte, und sich in den Strukturen der Weimarer Republik engagieren wollte, statt sie revolutionär zu beseitigen. Als Paul Levi sich allerdings wieder der USPD zuwandte, vollzog die Gruppe um Paul Wagner diesen Schwenk nicht mit. Bei den Kommunalwahlen 1924 trat die Gruppe um Georg Wagner als eigene Liste in Hanau an und war in der Stadtverordnetenversammlung vertreten. Die Eigenbezeichnung der Gruppe war wohl „Kommunistische Partei Hanaus“. Sie war nur auf der kommunalen Ebene aktiv und gab auch eine eigene Zeitung heraus: Freiheit. Kommunistisches Wochenblatt. Georg Wagner amtierte zeitweilig als Stadtrat in Hanau und gehörte einer ganzen Reihe von Ausschüssen und Fachgremien an. Bekannt ist seine Mitgliedschaft im Finanzausschuss, in den Kommissionen für Gesundheit, für die „elektrische Bahn“ und für eine Walderholungsstätte, der Staatsschuldendeputation und einem Kuratorium für eine Lungenheilstätte.
Mit der Machtübernahme der NSDAP 1933 war ihm eine politische Tätigkeit nicht mehr möglich. Er soll Anfang März 1933 in ein Konzentrationslager verschleppt worden sein. Am 30. Mai 1935 nahm er sich im Jüdischen Krankenhaus in Frankfurt am Main das Leben und wurde auf dem Hauptfriedhof Hanau beigesetzt, der Eintrag im Friedhofsbuch später gestrichen.

## Familie
Georg Wagner war mit Bertha Lilienstein verheiratet († 1918 in Hanau). Sie hatten zwei Söhne:
- Hans Justus Wagner (* 25. Mai 1897; † 18. März 1935, ebenfalls Suizid), wurde auch Arzt.[30] Am 16. Mai 1929 heiratete er in Frankfurt Milly Neumann (* 27. Januar 1908; † 18. März 1935 durch gemeinsamen Suizid mit ihrem Mann). Ihr gemeinsames Kind war Heinz Günter Wagner (* 18. Mai 1933; † 2. Februar 1934 beim ersten gemeinschaftlichen Suizidversuch der Eltern).[31]
- Friedrich Wagner (* 8. Mai 1898 in Hanau; † 10. Februar 1941[Anm. 5]) wohnte in Marburg, wurde am 1. Oktober 1940 in das ehemalige Zuchthaus Brandenburg verschleppt und dort im Rahmen des „Euthanasie-Programms“ ermordet.[32]